# Pascal Vahirua

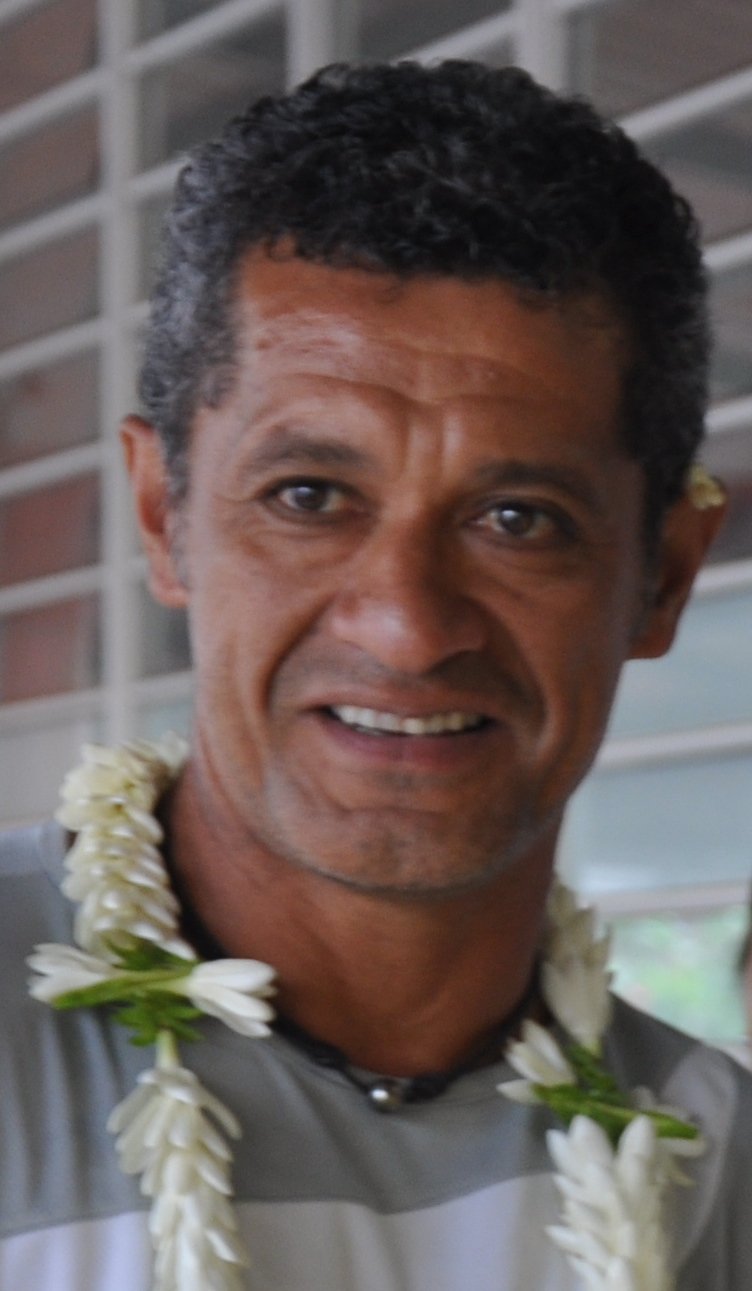
Pascal Vahirua 2014

Pascal Vahirua (* 9. März 1966 in Papeete auf Tahiti/Französisch-Polynesien) ist ein ehemaliger französischer Fußballspieler. Sein 14 Jahre jüngerer Cousin Marama spielt gleichfalls in der höchsten Liga Frankreichs.

## Die Vereinskarriere
Der Flügelstürmer kam mit 16 Jahren aus Tahiti nach Frankreich und fand Aufnahme im Jugendinternat der AJ Auxerre. Der dortige Trainer Guy Roux führte ihn langsam an deren Erstligaelf heran, die in der Abwehr mit Nationaltorwart Bats und dem jungen Boli einen sicheren Rückhalt und mit Szarmach, Ferreri und Garande ausgesucht gefährliche Angreifer besaß; außer Pascal Vahirua beanspruchte auch ein anderer junger Mann namens Éric Cantona einen Stammplatz in der Offensive. Zunächst gewann Vahirua 1985 mit der AJA die Coupe Gambardella, die nationale Juniorenmeisterschaft. In der Saison 1985/86 wurde er dann auch erstmals in einem Punktspiel eingesetzt, und im folgenden Jahr gehörte er ebenso wie Cantona bereits zur Stammelf.
Von 1986 bis 1994 fehlte der schnelle Linksfuß nur relativ selten in der Anfangsaufstellung seines Teams, erzielte auch als Flügelstürmer jede Saison eine Reihe von Treffern, war allerdings zunehmend der Vorbereiter für die Sturmspitzen; 1990 wurde er zudem zum Nationalspieler. Er passte gut zu diesem „Provinzverein“, der immer mit einem relativ bescheidenen Etat auskommen musste, aber in diesem Jahrzehnt aufgrund seiner ausgezeichneten Nachwuchsarbeit und dem „guten Händchen“ für preiswerte Talente immer auf einem einstelligen Tabellenplatz landete. Zu einem Meistertitel reichte es allerdings nicht: zwei dritte (1991, 1994) und drei vierte Plätze (1987, 1992, 1995) bedeuteten auch für Pascal Vahirua das Maximum. Immerhin war er mit Auxerre in fünf dieser Jahre im UEFA-Cup vertreten und erreichte darin im April 1993 das Halbfinale, in dem man dann gegen Borussia Dortmund im Elfmeterschießen verlor. 1994 schließlich gewann Vahirua doch noch einen Titel: in diesem Jahr wurde die AJ Auxerre französischer Pokalsieger.
In der dem Pokalgewinn folgenden Saison wurde Vahirua nur noch in gut der Hälfte der Begegnungen seiner Mannschaft eingesetzt. Deshalb wechselte er 1995 aus der Bourgogne in die Normandie zum Erstligaabsteiger SM Caen; zwar gelang der Mannschaft der sofortige Wiederaufstieg – aber auch Vahirua konnte nicht verhindern, dass seine Elf lediglich ein Jahr lang im Fußballoberhaus spielte und in den beiden folgenden Jahren zweitklassig blieb. Ab 1999 spielte er in Griechenland für Atromitos, kehrte aber 2001 nach Frankreich zurück, wo er ein Jahr beim unterklassigen Tours FC und anschließend bis 2005 beim Amateurclub Stade Auxerrois kickte. Wieder in Auxerre zuhause, profitierte Pascal Vahirua noch einmal von der Nähe zur französischen Trainerlegende Guy Roux, dem er manchen Kniff abschauen konnte, und absolvierte eine Trainerausbildung.
Seit Anfang 2014 lebt er wieder auf Tahiti, wo er 2015 die zweite Herren- und die U-15-Mannschaft der AS Tefana trainiert.

### Stationen
- AS Mateiea und Vataka (Tahiti; als Jugendlicher)
- AJ Auxerre (1982–1995)
- SM Caen (1995–1999, davon 3 Jahre in der D2)
- Atromitos (Griechenland, 1999–2001)
- Tours FC (2001/02)
- Stade Auxerrois (2002–2005)

## Der Nationalspieler
Zwischen Januar 1990 und März 1994 bestritt Pascal Vahirua 22 Länderspiele für die Équipe Tricolore, erzielte dort allerdings nur ein Tor. Er war der erste Spieler polynesischer Herkunft, der das blaue Nationaltrikot anziehen durfte. Gleich in seinem zweiten und dritten Länderspiel trug er zu den Siegen über die DDR (3:0) und die Bundesrepublik (2:1) bei. Nationaltrainer Michel Platini hielt große Stücke auf den Stürmer und nahm ihn auch zur Fußball-Europameisterschaft 1992 mit, wo er in den Vorrundenspielen gegen Gastgeber Schweden und die dänischen „Urlauber“ aber nur je eine Halbzeit lang aufgeboten wurde. Auch unter Platinis Nachfolger Gérard Houllier gehörte der dunkelhäutige Spieler zum Nationalmannschaftsstamm; mit dem Beginn der Ära Jacquet endete Vahiruas Zeit bei den Bleus.

## Palmarès
- Französischer Pokalsieger: 1994
- insgesamt 30 Europapokalspiele, 7 Tore
  - Europapokal der Pokalsieger: Viertelfinalist 1994/95
  - UEFA-Pokal: Halbfinalist 1992/93
- 313 Einsätze und 53 Tore in der Division 1 (288/52 für Auxerre, 25/1 für Caen)
- 22 A-Länderspiele, 1 Tor; EM-Teilnehmer 1992 (2 Einsätze)
- Französischer Juniorenmeister (Coupe Gambardella): 1985